# 레핀 (기업)
레핀(중국어 간체자: 乐拼, 영어: Lepin)은 레고 제품의 모작을 생산하는 중화인민공화국(중국)의 완구 브랜드다. 관둥룽곤문화유한공사(广东小白龙动漫文化股份有限公司)가 소유하고 있는 브랜드 중 하나이다.

## 개요
레핀은 덴마크의 완구 기업인 레고의 제품을 그대로 무단 모작하여 판매하고 있다. 2017년 레고 그룹은 지적 재산권 침해 등의 이유로 레핀에 대해 소를 제기하였다. 2020년 1월에 레고가 최종 승소하였다. 그러나, 실질적인 판매는 계속되고 있다.

## 특징
남녀노소 가리지 않고 누구나 조립할 수 있게 만든다는 이념을 가진 레고는 사고를 방지하기 위해 브릭의 경도와 내구성에 제한을 두지만, 레핀은 이러한 제한이 존재하지 않기에 브릭의 내구성이 과도하게 높고, 그에 따라 강도가 높아서 조립 시 상처를 입을 수 있다. 또한, 설명서의 설명 수준이 낮으며, Technic Brick의 규격 정확도가 레고 그룹에서 생산한 것에 비해 낮기 때문에 조립에 상대적으로 긴 시간이 소모된다.
단, 무공해 플라스틱이며, 인체에 무해하다는 점에서는 레고 그룹과 동일하다.
출시 초기에는 몇몇 상품의 브릭이 누락된 경우가 많았으나, 2010년대 초반 이후에 생산하는 상품에서는 이러한 현상이 완전히 사라졌다. 규격 불일치도 초창기에 비해 급속히 개선된 것으로 보인다. 시간이 지날수록 모작의 수준의 높아지고 있으며, 실제 레고 제품과 비교할 때 차이가 없는 것으로 유명하다. 관둥룽곤문화유한공사는 레고 그룹이 생산하는 상품을 그대로 모작한 후 비교적 저렴한 가격(레고의 약 4분의 1에서 8분의 1에 해당하는 가격)으로 유통하여 이득을 보고 있다.
모작 외에도 자체 제작 제품을 팔고 있으며, 일부 제품은 MOC(My Own Creation)을 모방하여 제작된 것이다.

## 같은 계열의 브랜드
Lepin 외 CaDA, Cogo, Decool, Elephant, Kazi, Lele, Loongon Toys, MOCBrickland, Mould King, Panlos, Sembo, Xingbao 등도 관둥룽곤문화유한공사가 관리하는 브랜드이며, 산하에 약 20개가 넘는 브랜드가 존재한다. CaDA, Cogo, Kazi, MOCBrickland, Mould King, Panlos, Sembo, Xingbao는 Lepin의 자회사이며, 관둥룽곤문화유한공사 산하 브랜드 중 가장 큰 규모를 갖고 있는 브랜드가 Lepin이다.

## 같이 보기
- 레고
- 레고 호환품